# Грілі-Гілл (Каліфорнія)
Грілі-Гілл (англ. Greeley Hill) — переписна місцевість (CDP) в США, в окрузі Маріпоса штату Каліфорнія. Населення — 927 осіб (2020).

## Географія
Грілі-Гілл розташоване за координатами 37°45′30″ пн. ш. 120°7′49″ зх. д. / 37.75833° пн. ш. 120.13028° зх. д. (37.758292, -120.130236).  За даними Бюро перепису населення США в 2010 році переписна місцевість мала площу 54,64 км², з яких 54,52 км² — суходіл та 0,12 км² — водойми.

## Демографія
Згідно з переписом 2010 року, у переписній місцевості мешкало 915 осіб у 418 домогосподарствах у складі 278 родин. Густота населення становила 17 осіб/км².  Було 631 помешкання (12/км²).
Расовий склад населення:
| - 92,6 % — білих - 1,5 % — корінних американців - 0,8 % — чорних або афроамериканців - 0,7 % — вихідців з тихоокеанських островів - 0,1 % — азіатів - 1,2 % — осіб інших рас |

До двох чи більше рас належало 3,2 %. Частка іспаномовних становила 5,8 % від усіх жителів.
За віковим діапазоном населення розподілялося таким чином: 15,2 % — особи молодші 18 років, 61,1 % — особи у віці 18—64 років, 23,7 % — особи у віці 65 років та старші. Медіана віку мешканця становила 53,8 року. На 100 осіб жіночої статі у переписній місцевості припадало 102,4 чоловіків;  на 100 жінок у віці від 18 років та старших — 101,0 чоловіків також старших 18 років.
Середній дохід на одне домашнє господарство  становив 52 318 доларів США (медіана — 32 500), а середній дохід на одну сім'ю — 62 089 доларів (медіана — 59 500). За межею бідності перебувало 21,1 % осіб, у тому числі 50,0 % дітей у віці до 18 років та 27,3 % осіб у віці 65 років та старших.
Цивільне працевлаштоване населення становило 149 осіб. Основні галузі зайнятості: виробництво — 17,4 %, мистецтво, розваги та відпочинок — 15,4 %, роздрібна торгівля — 14,8 %.